# Cephalodasys palavensis
Cephalodasys palavensis is een buikharige uit de familie Cephalodasyidae. Het dier komt uit het geslacht Cephalodasys. Cephalodasys palavensis werd in 1963 voor het eerst wetenschappelijk beschreven door Fize. 